# La cursa de l'espai
La cursa de l'espai (títol original: Race to Space) és una pel·lícula estatunidenca dirigida l'any 2001 per Sean McNamara. Ha estat doblada al català
La història és basada en fets reals. El 31 de gener de 1961, el primer ximpanzé, anomenat Ham, és enviat a l'espai a bord del coet Mercury-Redstone. Aquesta història té lloc durant la guerra freda, mentre que russos i americans es lliuren a una autèntica carrera per a la conquesta de l'espai. Els dos guionistes, Steve Wilson i Eric Gardner, que durant molt de temps han treballat junts en publicitat abans d'escriure aquest guió, s'han inspirat de la història de Ham. Ham va tornar sa i estalvi de l'espai i es va retirar a un zoo on va passar la resta dels seus dies.

## Argument
Al començament dels anys seixanta, Wilheim Von Huber, científic alemany, és investigador a la NASA. Instal·lat des de fa poc a Florida, prop de Cap Canaveral, viu amb el seu fill, Billy. Aclaparat per les seves ocupacions, Wilheim, i el seu equip d'investigadors, treballa sobre la posada a punt del coet que portarà el primer astronauta humà a l'espai. Entre el pare, autoritari i irritant, i el fill, noi solitari i tímid, burla de tots els seus companys de classe, la situació s'ha tornat difícil des de la mort recent de la mare de Billy. En un passeig per la base, aquest últim descobreix l'hangar on es troben els micos destinats a l'espai. Neix llavors una amistat amb Mac el ximpanzé.

## Repartiment
- James Woods: Dr. Wilheim Von Huber
- Annabeth Gish: Dr. Donni McGuiness
- Alex D. Linz: Billy Von Huber
- William Devane: Roger Thornhill
- Barry Corbin: Earl Vestal
- William Atherton: Ralph Stanton
- Mark Moses: Alan Shepard
- Patrick Richwood: Dieter
- Wesley Mann: Rudolph
- John O'Hurley: Oficial Barnel
- Jack McGee: Fielding
- Richard Horvitz: Keith
- Scott Thompson Baker: Tècnic de telemetria
- Michael Tylo: Tècnic de guiatge
- Michael Jeffrey Woods: Tècnic expert